# اولفینی‌شدن جولیا
اولفینی‌شدن جولیا(به انگلیسی: Julia olefination) (همچنین به عنوان اولفینی‌شدن جولیا-لیتگو(به انگلیسی: Julia olefination) شناخته می‌شود) یک واکنش شیمیایی مورد استفاده در شیمی آلی است که طی آن یک فنیل سولفون (۱) با یک آلدئید (یا کتون) واکنش داده و یک آلکن (الفین)(۳) ایجاد می‌شود. در طی این فرایند یک حد واسط (۲) ایجاد می‌شود که پس از حذف کاهشی با استفاده از آمالگام سدیم یا ساماریم (II) یدید، محصول نهایی تولید می‌شود. این واکنش به نام شیمیدان فرانسوی مارک جولیا نامگذاری شده‌است. 